# Agonus
Agonus is een monotypisch geslacht van straalvinnige vissen uit de familie van de harnasmannen (Agonidae), orde schorpioenvisachtigen (Scorpaeniformes).

## Soort
- Agonus cataphractus (Linnaeus, 1758) – Harnasmannetje